# W. Craig Broadwater
Willard Craig Broadwater (* 8. August 1950 in Elk City, Oklahoma; † 18. Dezember 2006 in Pittsburgh, Pennsylvania) war ein US-amerikanischer Jurist. Nach seiner Berufung durch Präsident Bill Clinton fungierte er von 1996 bis zu seinem Tod im Jahr 2006 als Bundesrichter am Bundesbezirksgericht für den nördlichen Distrikt von West Virginia.

## Werdegang
Nach seinem Schulabschluss besuchte Craig Broadwater die West Virginia University, an der er 1972 den Bachelor of Arts erwarb. Anschließend diente er bis 1982 in der US Army und erreichte den Rang eines Lieutenant. Während dieser Zeit schloss er seine juristische Ausbildung 1977 mit dem Juris Doctor am College of Law der West Virginia University ab und praktizierte danach bis 1983 als Anwalt in Wheeling. Im Jahr 1976 kandidierte er als Demokrat erfolglos für das Abgeordnetenhaus von West Virginia. Zwischen 1978 und 1981 war er als Untersuchungsbeauftragter für den staatlichen Worker’s Compensation Fund tätig. Von 1982 bis 1983 fungierte Broadwater als Sonderstaatsanwalt im Ohio County, ehe ihn Gouverneur Jay Rockefeller zum Richter am West Virginia Circuit Court für den ersten Gerichtskreis berief. Diesen Posten bekleidete er bis 1996.
Am 26. Januar 1996 wurde Broadwater durch Präsident Clinton als Nachfolger von Robert Earl Maxwell zum Richter am United States District Court for the Northern District of West Virginia ernannt. Nach der Bestätigung durch den US-Senat, die am 12. Juli desselben Jahres erfolgte, konnte er 14 Tage darauf sein Amt antreten. Er erlag am 18. Dezember 2006 im University of Pittsburgh Medical Center den Folgen einer Krebserkrankung und wurde auf dem Oxford Cemetery im Doddridge County beigesetzt. Sein Sitz fiel an Gina Marie Groh.